# Рейгетские сквайры
«Рейгетские сквайры» (англ. The Adventure of the Reigate Squire) — детективный рассказ про Шерлока Холмса английского писателя Артура Конана Дойля. Рассказ повествует о поездке Холмса и Ватсона в городок Рейгет к другу доктора для восстановления здоровья сыщика. По прибытии на место они узнают о странном ограблении в соседнем доме сквайра Эктона. На следующий день попытка ограбления происходит уже в усадьбе сквайров Каннингемов, в результате убит их кучер Уильям Керван. Начинается расследование.
Это один из немногих рассказов о Холмсе, где его жизни угрожает непосредственная опасность. Впервые рассказ был опубликован в ежемесячном журнале The Strand Magazine в июне 1893 года, позже вошёл в состав сборника «Воспоминания Шерлока Холмса». По мнению самого автора, произведение «Рейгетские сквайры» — двенадцатый в списке двенадцати лучших рассказов о сыщике Шерлоке Холмсе. На русский язык переведён Т. А. Рузской.

## Персонажи рассказа
- Шерлок Холмс (англ. Sherlock Holmes) — один из главных персонажей, частный сыщик.
- Доктор Ватсон (англ. Dr John Hamish Watson) — один из главных персонажей, доктор и друг Шерлока Холмса.
- Полковник Хейтер (англ. Colonel Hayter) — полковник, друг и бывший пациент доктора Ватсона, пригласил к себе погостить на дом Ватсона и Холмса.
- Инспектор Форрестер (англ. Inspector Forrester) — полицейский сыщик, быстрый молодой человек с живым, энергичным лицом.
- Мистер Каннингем (англ. Mr. Cunningham) — влиятельный и богатый сквайр, джентльмен почтенной наружности, с волевым лицом, изрезанным глубокими морщинами, и удрученным взглядом. Враждует с семейством Эктона.
- Мистер Алек Каннингем (англ. Mr. Alec Cunningham) — щеголеватый молодой человек, сын Каннингема-старшего.
- Мистер Эктон (англ. Mr. Acton) — богатый сквайр, враждующий с семейством Каннингемов, жертва ограбления.
- Уильям Керван (англ. William Kirwan) — кучер, служащий семейства Каннингемов, жертва убийства.

## Сюжет
События происходят в апреле 1887 года. Доктор Ватсон отправляется с Шерлоком Холмсом в дом своего друга — полковника Хейтера, находящийся возле городка Рейгет в графстве Суррей, чтобы Шерлок смог отдохнуть там после резонансного дела барона Мопертюи во Франции.
Вечером после приезда полковник Хейтер рассказывает гостям о недавно совершенной краже со взломом в соседнем доме мистера Эктона, в котором воры украли несколько предметов, но не взяли ничего ценного. На следующее утро дворецкий Хейтера сообщает новость об убийстве при попытке ограбления усадьбы Каннингемов. Жертвой стал кучер Уильям Керван, получивший смертельное огнестрельное ранение. В дом Хейтера (узнав, что здесь гостит Шерлок Холмс) приходит инспектор Форрестер и, изложив подробности убийства со слов мистер Каннингема и его сына, достает клочок бумаги, найденный в руке кучера, с несколькими написанными на нем строками. Шерлок Холмс придает этой записке чрезвычайный интерес. Позже Холмс оставляет полковника Хейтера и доктора Ватсона в доме и вместе с инспектором Форрестером отправляется на место преступления.
Через некоторое время Форрестер возвращается за Ватсоном и Хейтером по просьбе Холмса. Прибыв на место, вся четверка во главе с Шерлоком Холмсом направляются к усадьбе Каннингемов. По дороге к дому Холмс делится своими соображениями. Холмс нашёл множество фактов, которые ставят под сомнение рассказ Каннингемов, и Холмс признает их слова ложными. После очередных раздумий и соображений, Холмс сумел достать остальную часть записки, которую вырвали из руки Кервана. Правда после этого его чуть не убивают отец и сын Каннингемы, которые потеряли голову от того, что Холмс раскрыл их тайну.
Как оказалось, это сами Каннингемы убили своего кучера, который видел, как они ограбили Эктона, имевшего бумаги, свидетельствующие, что Каннингемы забрали у него часть земли. Уильям Керван начал шантажировать Каннингемов, но они предпочли убить его. Инспектор даже не мог подумать, что виновны почтенные хозяева, поэтому и не смог решить это дело, которое блестяще разрешил Шерлок Холмс, не делая никаких исключений в подозреваемых.

## Русские переводы
В 1907 г. опубликован анонимный перевод.
В 1966 году опубликован перевод, выполненный Т. Рузской.
В 1983 г. сделан и выпущен перевод К. Савельева.
Игорь Толока в 2016 году поместил свой перевод рассказа в сборник "Записки о Шерлоке Холмсе".

## Адаптация
С появлением немого кино рассказ «Рейгетские сквайры» был экранизирован дважды — французской киностудией Eclair в 1912 году, роль Шерлока Холмса играет французский актёр Жорж Тревиль; и киностудией Stoll в 1922 году, в главной роли английский актёр Эйл Норвуд
. Также произведение было адаптировано как радио-спектакль на BBC в 1961 году, на роль Шерлока Холмса был назначен Том Конвей (он берется за роль в этом радио-выпуске вместо Бэзила Рэтбоуна), а Найджел Брюс сыграл доктора Ватсона.